# Hynobius guabangshanensis
Hynobius guabangshanensis là một loài kỳ giông thuộc họ Hynobiidae.
Đây là loài đặc hữu của Trung Quốc.
Môi trường sống tự nhiên của chúng là vùng cây bụi ôn đới, đầm nước, đầm nước ngọt, và đất nông nghiệp có lụt theo mùa.
Chúng hiện đang bị đe dọa vì mất môi trường sống.